# Vakhtang Tchaboukiani
Vakhtang Mikhaïlovitch Tchaboukiani est un danseur, pédagogue et chorégraphe géorgien et soviétique, né à Tbilissi en 1910 et mort en 1992 à Tbilissi. Il est considéré comme ayant été l'un des danseurs de ballet les plus influents de l'histoire, notamment pour avoir créé nombre de variations masculines dans le ballet classique, notamment dans La Bayadère.

## Réalisateur et scénariste
- 1960 : Le Maure de Venise (ru)